# Guylaine Tremblay
Pour les articles homonymes, voir Tremblay.
Guylaine Tremblay, née le 9 octobre 1960 à Petite-Rivière-Saint-François dans la région de Charlevoix au Québec, est une comédienne québécoise.

## Biographie
Elle a reçu sa formation au Conservatoire d'art dramatique de Québec. Elle a fait ses premières armes comme comédienne dans les pièces historiques présentées au parc de l'Artillerie de Québec, aux côtés de Simon Fortin, André Jean, Bertrand Alain et plusieurs autres comédiens, tous en début de carrière. Par la suite, elle est devenue l'une des actrices les plus populaires du théâtre, du cinéma et de la télévision au Québec.
C'est au cours des années 1990 qu'elle se fait connaitre du grand public grâce à son rôle de l'autoritaire Caro Paré dans la série La Petite Vie, une comédie déjantée écrite par Claude Meunier qui atteint des auditoires records et est maintenant considérée comme un classique de la télévision québécoise.
De 1999 à 2001, elle joue le rôle de Patricia dans la comédie Histoires de filles aux côtés de Nathalie Mallette, Catherine Lachance et Marie-Chantal Perron. À la fin de la troisième saison, elle prend la décision de se retirer de la série, qui se poursuit sans elle. De 2002 à 2009, elle incarne Annie Séguin, le personnage principal du téléroman Annie et ses hommes, puis Monique dans le drame fantastique Les Rescapés.
En septembre 2012, elle joue le rôle principal, celui de Marie Lamontagne, dans la célèbre émission Unité 9, un drame carcéral qui connait, une fois encore, un succès impressionnant, la série prendra fin à l'hiver 2019 après sept saisons.
De 2015 à 2019, elle ajoute une corde à son arc en passant à l’animation en prenant le rôle d’animatrice du magazine social Banc public à Télé-Québec.
Elle revient à la comédie au petit écran en 2018 et 2019 dans la série En tout cas. Elle y incarne Danielle, une mère qui vient rejoindre ses deux enfants à Montréal, où ils vivent depuis déjà douze ans.
Sur scène, Guylaine Tremblay participe à la création des pièces Durocher le milliardaire de Robert Gravel en 1993 et Matroni et moi d'Alexis Martin l'année suivante. On la voit aussi dans la version musicale de la pièce Les Belles-sœurs de Michel Tremblay qui sera d'abord présentée au Théâtre d'Aujourd'hui à Montréal en 2009, puis en tournée au Québec et finalement au Théâtre du Rond-Point à Paris en 2012.
Elle reviendra au théâtre en 2016 et en tournée au Québec en 2017 dans Encore une fois, si vous permettez, pièce de l'auteur Michel Tremblay où elle incarne le rôle de Nana, mère de l'auteur. À l'automne 2018 et en tournée au Québec à l'hiver 2019, elle reprendra son rôle de Nana au théâtre mais cette fois-ci dans la pièce Enfant insignifiant de Michel Tremblay.
Elle a deux filles adoptées de Taïwan, Juliane et Marie-Ange.
En septembre 2021, il est annoncé que Guylaine Tremblay ferait partie du panel de professeurs à l'émission québécoise Star Académie lors de la saison de 2022.
Lors des éditions 2023 et 2024 du Bye Bye, elle fait partie des quatre comédiens sélectionnés pour participer à l’émission annuelle.

## Carrière

### Théâtre
- 1985 : Mort accidentelle d'un anarchiste, Maria Faletti, Théâtre des gens d'en bas
- 1985 (1986) : À propos de la demoiselle qui pleurait, Robert Lepage/Théâtre du Trident Théâtre Repère
- 1986 :Le Cœur qui cogne, Emma, Jacques Lessard/Théâtre Repère
- 2016 (2017) : Encore une fois, si vous le permettez, Nana, Michel Poirier/Th.Duceppe
- 1987 : Danses-tu ? Multiple, M. Nadeau/Théâtre Niveau Parking
- 1987 : Le Bourgeois gentilhomme, Lucille, G. de Andrea/Théâtre du Trident
- 1987 : Souriez Mlle Robi, Rita Loyd, J. Lessard/Th. du Bois de Coulonge
- 1988 : La cerisaie, Douniacha, G. de Andrea/Théâtre du Trident
- 1988 : Tailleurs pour dames, Rosa, A. Millaire/Th. du Bois de Coulonge
- 1988 : Jacques ou la soumission, mère, Jacques Lessard/Théâtre Repère
- 1988 : Les Voisins, Luce, Louia Saïa/Th. du Bois de Coulonge
- 1988 (1989) : Aurélie ma sœur, La Chatte, Marie Laberge/Théâtre du Trident C.N.A. Ottawa, Café de la Place
- 1989 : Les jeux de l'amour et du hasard, Lisette, J. Lessard/Théâtre du Trident
- 1989 : Comédie dans le noir, Carole, D. Filiatrault/Th. Beaumont St-Michel
- 1989 : L'avare, Marianne, J.P. Ronfard/Théâtre du Trident
- 1990 : Dialogue des carmélites, Constance, Françoise Faucher/Théâtre du Trident
- 1990 : L'importance d'être fidèle, Cécily, Bill Glassco/Théâtre du Trident
- 1990 : Ténor demandé, Marguerite, D. Filiatrault/Théâtre du Rideau Vert
- 1990 : Steel Magnolias, Shelby, J. Lessard/Théâtre du Bois de Coulonge
- 1991 : La Trilogie de la villégiature, Brigida, G. de Andréa/Théâtre du Nouveau Monde
- 1991 : Pieds nus dans le parc, Mireille, Béatrice Picard/Théâtre Stoneham
- 1991 : Lion dans les rues, Multiple, Claude Poissant/Th. de Quat'sous
- 1992 : Anna, Violaine, Marie Laberge/Théâtre de la Licorne
- 1992 : Les deux Molières, Multiple, G. de Andrea/Théâtre du Rideau Vert
- 1992 : Pare-chocs, Mariette, Rémy Girard/Th. des Grands Chênes
- 1993 (2001) : Durocher le Milliardaire, Anne, Robert Gravel/N.T.E., Espace libre Théâtre Quatre-vingt-quinze Cergy-Pontoise C.N.A. à Ottawa, T.N.M. et Paris.
- 1993 : Une Chambre claire comme le jour, J.D. Leduc/Théâtre la Licorne
- 1993 : Smash, Multiple, Rémy Girard/Th. des Grands Chênes
- 1994 : En Pièces détachées, Mado, René Richard Cyr/T.N.M
- 1994 : Le grand gala, Multiple, R. Girard/Th. des Grands Chênes et tournée
- 1994 : Drôle de couple, Sylvie, F. Rainville/Th. des Hirondelles
- 1994 (1994 à 1997) : Matroni et moi, Guylaine, Alexis Martin (auteur)/N.T.E. Monument national Place de Arts cinquième salle Espace Go ,Tournée prov.
- 1995 : Saganash, Virginie, F. Rancillac/Th. d'Aujourd'hui et Théâtre de Chatillon France
- 1995 : Le désir (M.M. Bouchard), Jocelyne, Sophie Clément/Th. des Hirondelles
- 1995 (2000) : Albertine en cinq temps, Madeleine, Martine Beaulne/Espace Go , Usine C Tournée provinciale, Reprise Espace Go
- 1996 : Barouf à Chioggia, Orsetta, G. De Andrea/Th. Rideau Vert
- 1996 : Le Malade imaginaire, Toinette, G. De Andrea/Th. Rideau Vert
- 1997 (1998) : C'était avant la guerre à l'Anse-à-Gilles, Anna, Monique Duceppe/Th.Duceppe
- 2001 : 4X4, Marianne, Martin Desgagné/Théâtre officiel del Farfadet
- 1999 : 24 Poses, Carole, René Richard Cyr/Th. D’Aujourd’hui Théâtre Jean Duceppe 2001, CNA Ottawa
- 2002 : Les voisins, Luce, Denis Bouchard/Th. Jean Duceppe
- 2005 : Bureaux, Multiple, Alexis Martin/NTE 2003, Th. Aujourd’hui
- 2007 : Là, Claire, René Richard Cyr/Théâtre Jean Duceppe
- 2009 (2009-2010-2011) : Ça se joue à deux, Multiple, Denis Bouchard/Théâtre St- Denis (Billet d’OR)
- 2010 (2010-2011-2012) : Belles-sœurs, Rose Ouimet, René Richard Cyr/Théâtre d'Aujourd'hui Théâtre de Joliette et en tournée au Québec, Paris en mars 2012
- 2016 (2017) : Encore une fois, si vous le permettez, Nana, Michel Poirier/Th.Duceppe
- 2018 (2019) : Enfant insignifiant, Nana, Michel Poirier/Th. Duceppe
- 2020 : Les étés souterrains, Enseignante, texte Steve Gagnon, Mise en scène Édith Patenaude, production Théâtre de la Manufacture, présenté à la Grande Licorne
- 2022 (2023-2024) :  J’sais pas comment, j’sais pas pourquoi, Guylaine se raconte à travers les chansons Yvon Deschamps, texte Guylaine Tremblay, Michel Poirier, Mise en scène Michel Poirier, production Les productions Martin Leclerc
- 2025 : Fallait pas dire ça, Diane, réécriture et mise en scène: Guylaine Tremblay et Denis Bouchard,  tournée québécoise

### Télévision
- 1990 - 1991 : Denise... aujourd'hui
- 1990 à 1994 : Le Club des 100 watts
- 1992 : Le Monde merveilleux de Ding et Dong
- 1992 : Bye Bye : Multiples rôles
- 1992 : L'Amour avec un grand A
- 1992 : Pousse-Pousse
- 1993 - 1998, 2023 : La Petite Vie : Caro Paré
- 1994 - 2001 : 4 et demi… : Jasmine Simard
- 1995 : Graffiti
- 1996 : Omertà : Diane
- 1996 à 1997 : Le Studio (Animatrice)
- 1999 - 2001 : Histoires de filles : Patricia Lalande
- 2000 : Albertine, en cinq temps
- 2001 : Durocher le milliardaire
- 2001 - 2004 : Emma : Sylvie Légaré
- 2002 - 2009 : Annie et ses hommes : Annie Séguin
- 2002 : 24 poses
- 2005 - 2007 : Le cœur a ses raisons : Melody Babcock
- 2005 : La soirée des masques : Animation
- 2010 - 2012 : Les Rescapés : Monique Boivin
- 2013 : Toute la vérité 5
- 2012 à 2019 : Unité 9 : Marie Lamontagne
- 2015 à 2019 : Banc public : Animation
- 2017 - 2018 : Gala Québec cinéma, Animation
- 2018-2020 : En tout cas : Danielle
- 2019 : Bye-Bye 2019
- 2020 : Le Phoenix : Louise Lussier
- 2020 - : Les Frères Apocalypse : Judith Brûlé
- 2020 : Bye-Bye 2020
- 2021 : M'entends-tu ? : Shirley
- 2021 : Bye-Bye 2021[4]
- 2022- : Star Académie : Corps professoral[5]
- 2022 : Bye-Bye 2022
- 2023 : Bye-Bye 2023
- 2024 : Bye-Bye 2024

### Cinéma
- 1993 : Le Grand zèle
- 1997 : Petites chroniques cannibales
- 1998 : Le Cœur au poing
- 1999 : Matroni et moi
- 2000 : La Vie après l'amour
- 2001 : Mariages
- 2003 : 20 h 17 rue Darling
- 2004 : Les Aimants
- 2007 : Contre toute espérance
- 2008 : Le Grand Départ (Gagnante du prix Jutra de la Meilleure interprétation féminine en 2008)
- 2013 : Moroccan Gigolos
- 2014 : Qu'est-ce qu'on fait ici ? de Julie Hivon : Nicole, la mère de Roxanne
- 2014 : Le Vrai du faux
- 2017 : De père en flic 2
- 2022 : 23 décembre[6]
- 2023 : Testament de Denys Arcand[7]
- 2024 : Nos belles Sœurs

## Prix et nominations
- 2022 : Membre de l’ordre du Canada
- 2023 : Chevalière de l’ordre national du Quebec

### Gala Artis
- 2006 - Rôle féminin téléroman québécois Annie et ses hommes
- 2006 - Personnalité féminine
- 2007 - Rôle féminin téléroman québécois Annie et ses hommes
- 2007 - Personnalité féminine
- 2008 - Rôle féminin téléroman québécois Annie et ses hommes
- 2008 - Personnalité féminine
- 2009 - Rôle féminin téléroman québécois Annie et ses hommes
- 2009 - Personnalité féminine
- 2013 - Rôle féminin téléroman québécois Unité 9
- 2013 - Personnalité féminine
- 2014 - Rôle féminin téléroman québécois Unité 9
- 2014 - Personnalité féminine
- 2015 - Rôle féminin téléroman québécois Unité 9
- 2015 - Personnalité féminine
- 2016 - Rôle féminin téléroman québécois Unité 9
- 2016 - Personnalité féminine
- 2017 - Rôle féminin séries dramatiques annuelles Unité 9
- 2017 - Personnalité féminine
- 2018 - Rôle féminin - Comédie En tout cas
- 2019 - Rôle féminin - Comédie En tout cas

### Gala MetroStar
- 2004 - Rôle féminin téléroman québécois Annie et ses hommes
- 2005 - Rôle féminin téléroman québécois Annie et ses hommes
- 2005 - Personnalité féminine

### Prix Aurore
- 2015 - « La farmes-tu, ta yeule? » attribué à la pire réplique de l'année

### Prix Gémeaux
- 2000 - Meilleure interprétation féminine dans un rôle de soutien série ou émission dramatique Albertine en cinq temps
- 2002 - Meilleure interprétation féminine dans un rôle de soutien: téléroman, comédie de situation ou humour Emma
- 2003 - Meilleure interprétation féminine dans un rôle de soutien série ou émission dramatique 24 poses Serge Boucher
- 2003 - Meilleure interprétation humour La petite vie - Noël chez les Paré
- 2004 - Meilleure interprétation premier rôle féminin : téléroman Annie et ses hommes
- 2005 - Meilleure interprétation premier rôle féminin : téléroman Annie et ses hommes
- 2008 - Meilleure interprétation premier rôle féminin : téléroman Annie et ses hommes
- 2016 - Meilleure interprétation premier rôle féminin série dramatique annuelle Unité 9
- 2019 - Meilleure animation magazine d'intérêt social : Banc public - saison 3

### Prix IPOS-ICO
- 2014 - personnalité de confiance de l'année, personnalité du milieu culturel et artistique
- 2018 - 3e personnalité de confiance de l’année, personnalité du milieu culturel et artistique

### Prix Jeannine Angers
- 1988 - Meilleur rôle de soutien

### Prix Jutra
- 2008 - Meilleure interprétation féminine Contre toute espérance de Bernard Émond.

### Prix Nicky Roy de la fondation du théâtre du Trident
- 1986 - Meilleure jeune comédienne

### Prix des abonnés du théâtre du trident
- 1990 - Prix des abonnés du théâtre du Trident

### Soirée des Masques
- 1995 - Révélation de l'année la meilleure jeune compagnie Groupement forestier du théâtre.

### Autre
- 2009 - Récipiendaire « Le choix des consommateurs en service de l’excellence » femme de l'année Montréal 2009